# 본드걸

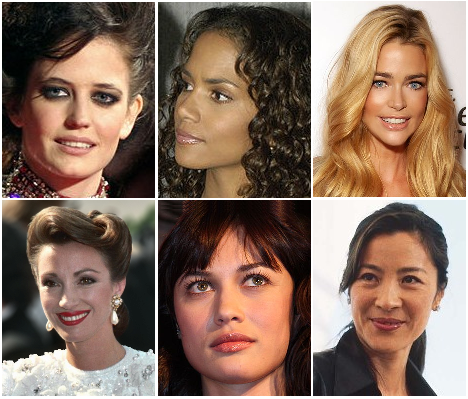
본드걸

본드걸(Bond girl)은 《007 시리즈》의 영화, 소설, 게임에 등장하는 여성 캐릭터의 총칭이다.